# Kaliusîk, Vinkivți
Kaliusîk (în ucraineană Калюсик) este un sat în comuna Karaciivți din raionul Vinkivți, regiunea Hmelnîțkîi, Ucraina.

## Demografie
Componența lingvistică a localității Kaliusîk
     Ucraineană (97,94%)
     Rusă (1,58%)
     Alte limbi (0,32%)
Conform recensământului din 2001, majoritatea populației localității Kaliusîk era vorbitoare de ucraineană (97,94%), existând în minoritate și vorbitori de rusă (1,58%).